# Marienlyst Stadion
Marienlyst stadion är en fotbollsanläggning i Drammen i Norge, den är en av flera idrottsanläggningar som ligger i friluftsområdet Marienlyst. Arenan är hemmaplan för SB Drafn, Drammen FK och Strømsgodset IF, den har en kapacitet på 8 935 åskådare.
Arbetet med att bygga arenan påbörjades 1923 och invigningen skedde 1924. Läktarna var av timmer, de sista resterna av dessa försvann hösten 2007. Vintern 1971/1972 byggdes en betongläktare på ena långsidan, den hade tak över VIP-platserna, under 1990-talet blev det tak över hela läktaren.
Det ursprungliga gräset låg orört i 67 år, tills arenan fick en ansiktslyftning 1996. Vintern 2001/2002 byttes gräset ut mot konstgräs med möjlighet till konstis för bandyspel vintertid.